# Ország-város
Az Ország-város című játék az egyes játékosok műveltségén alapul.

## A játék leírása
Első lépésként mindenki felír magának egy lapra oszlopokba rendezve olyan kategóriákat, amelyekből elég sok választási lehetőséget tartalmaznak. Például:
- Ország
- Város
- Folyó, tó
- Hegy
- Férfinév
- Női név
- Növény
- Állat
- Híres ember
- Hét (vagy több) betűs szó

Ezek után véletlenszerűen kisorsolják a szűkebb magyar ábécé egy betűjét (tehát Q, X, Y, W nem szerepelhet), és minden játékosnak ezzel a betűvel kell kitöltenie (fejből) a táblázatot a megadott idő (például egy perc vagy amíg az első játékos elkészül) alatt. Amikor végeztek, az újabb betűknek megfelelő neveket a lejjebbi sorokba írják. A játékot bármennyi fordulóval lehet játszani. Az nyer, akinél végül a legkevesebb hézag marad a táblázatban. 
A játéknak három nehezítése fordul elő:
- Ha ugyanazt a megoldást többen is írták, akkor az nem érvényes, ki kell húzni.
- A „Híres ember” kategóriát az alábbi módon lehet részletezni: Történelmi személyiség; Író; Zenész; Képzőművész; Természettudós; Sportoló.
- Az első oszlopban szereplő ország meghatározhatja a többi oszlop tartalmát: ilyenkor ezekben is az adott országhoz kötődő neveket kell megadni.

Az Élet és Tudomány például az utóbbi két nehezítéssel hirdette meg a játékot a 90-es évek második felében. Ott azonban a játékosoknak bármelyik lexikon és több nap is rendelkezésére állt.

## Hatása
Az adott kategóriákban gyorsan és nehézség nélkül bővíti a szókincset, sikerélményhez juttatja a játékost, diákok esetében mindez ösztönzően hathat a tanulásra. Az Amerikai Egyesült Államokban, valamint Németországban a játék helyi változatait eredményesen alkalmazzák a diszlexia javítására és nyelvtanulók szókincsének, helyesírásának fejlesztésére.
Más társasjátékra is hatással volt: többek között az ország-város hatására jött létre a számtalan kategóriát tartalmazó és az azokra adott eredeti válaszokra építő Creida – a kreatív ország város. 